# Бифуркация (хидрология)
Вижте пояснителната страница за други значения на Бифуркация.
В хидрологията бифуркация се наблюдава, когато руслото на една река и долината, в която тя протича, се разделят на два клона, които не се събират отново, а образуват самостоятелни устия. Обикновено бифуркация на реката възниква в резултат на слабо изразени вододели. Наблюдава се също и сезонна речна бифуркация, когато във времето на пълноводие става прилив на вода от един към друг водосборен басейн.
Бифуркацията на река за първи път е описана научно като хидроложко явление от немския учен и пътешественик Александър фон Хумболт. По време на едно от своите пътувания в Южна Америка Хумболт установява бифуркация на река Касикияре в Гвианската планинска земя, като водите на реката се оттичат равномерно след точката на разделение на речното течение във водосборните басейни на големите южноамерикански реки Ориноко и Амазонка.
На Балканите примери за бифуркация реки са реките Радика и Мегдова[[.